# Atlasovův ostrov
Atlasovův ostrov (rusky Остров Атласова, Ostrov Atlasova; japonsky 阿頼度島, Araido-tō) je nejseverněji položený ostrov Kurilského souostroví, leží západně od Šumšu. Ostrov je tvořen kuželem sopky Alaid, která dosahuje výšky 2339 m n. m.
Nese jméno ruského cestovatele 17. století Vladimira Atlasova, který se zasloužil o připojení Kamčatky k ruskému impériu.

## Geografie
Rozloha ostrova je 159,47 km². V důsledku pravidelných erupcí se velikost ostrova postupně zvyšuje. Ostrov má téměř pravidelný kulatý tvar, průměr asi 14 km. V roce 2020 byl ostrov neobydlen. Dříve zde existovala osada Atlasovo a pohraniční základna Devět. 
Pouhých 14 metrů od pobřeží Atlasovova ostrova se nachází malý ostrov Peskova, pojmenovaný v roce 2016. 20 km jihovýchodně od Atlasovova ostrova se nachází větší ostrov Paramušir.
Na ostrově neexistují žádná vhodná místa k snadnému ukotvení lodí. Ostrov se skládá pouze ze sopečných hornin.

## Flóra a fauna
Na ostrově bylo zaznamenáno 248 druhů rostlin. Na úpatích rostou keře kamčatské olše. Dále zde roste kostřava, viviparous horolezec, pelargonie, všivec, šicha, borůvka baženní, brusinka, rojovník. 
Ze zvířectva tu jsou různí menší hlodavci a především lišky. 
V okolí ostrova se loví treska obecná. 

## Dějiny ostrova
Roku 1697, na konci své první kamčatské expedice dorazil Vladimir Atlasov k ústí řeky Golygina a viděl za obzorem obrysy sopky Alaid v Ochotském moři.

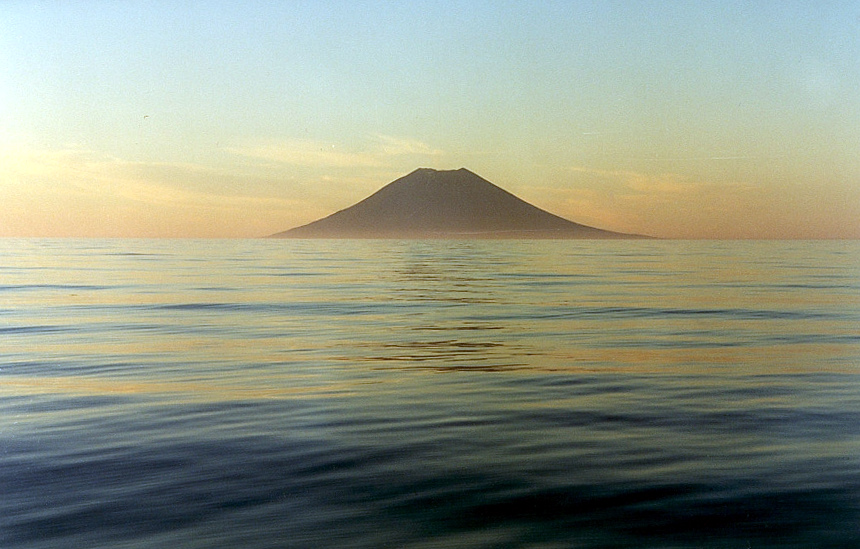
Atlasovův ostrov (Alaidská sopka)

Na začátku 18. století byl ostrov zmapován kamčatskými kozáky a do roku 1787 byl oficiálně připojen k ruské říši. Rusové nepovažovali ostrov za součást Kuril, nepřišel jim ničím zajímavý, proto ho ani nijak nepojmenovali.
Petrohradská smlouva z roku 1875 mezi Ruskem a Japonským císařstvím převedla ostrov pod japonskou svrchovanost. Ostrov se stal nejsevernějším japonským územím.
Po druhé světové válce se v roce 1945 dostal ostrov pod jurisdikci SSSR a byl zařazen do Sachalinské oblasti RSFSR. V období Stalinovy vlády se do roku 1953 na ostrově nacházel zajatecký tábor, kde bylo internováno 600 žen. Do roku 1954 se ostrov nazýval Alaid, stejně jako sopka, poté dostal oficiální pojmenování - Atlasovův ostrov.
Od roku 1991 je ostrov součástí Ruska jako nástupnické země SSSR.
S rozpadem SSSR došlo k ukončení činnosti závodu na zpracování tresek na ostrově, s tím odešli z ostrova i stálí obyvatelé a od té doby je ostrov neobydlen.

## Alaidská sopka
Celý ostrov je povrchem jediného sopečného kužele. Alaidská sopka (2 339 m) je nejvyšším bodem Kurilských ostrovů. Je to nejaktivnější z kurilských sopek. Silná erupce v roce 1778 odřízla horní část kužele. Od konce 18. století vybuchla sopka více než tucetkrát. Poslední velký výbuch sopky byl 23. srpna 1997. Malé otřesy a slabá seismická aktivita byly pozorovány od 31. října do 19. prosince 2003.
5. října 2012 se projevila sopečná aktivita ve formě parních a plynných oblaků, které stoupaly do výšky až 200 metrů nad kráter a byly 15. října zaznamenány satelitem.
Na konci září 2015 proběhla menší erupce.

## V kultuře
- bratři Strugačtí napsali sci-fi povídku Bílý kužel Alaidu, který se odehrává blízko Atlasovova ostrova, na ostrově Šumšu.